# Альберик из Труа-Фонтен

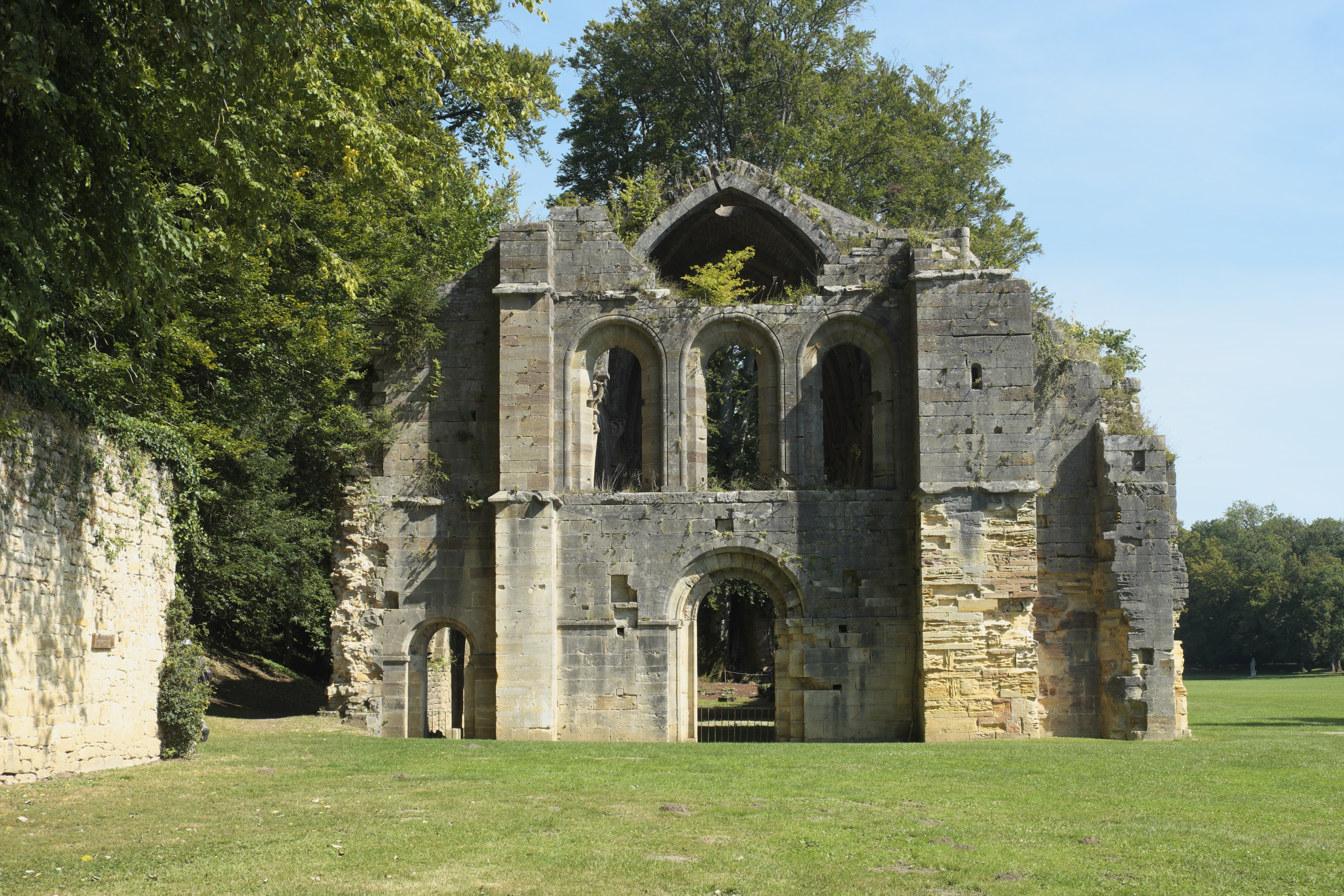
Руины кафедрального собора аббатства Труа-Фонтен, XII—XIII вв.

Альберик из Труа-Фонтен, или Альберик из Труа-Фонтена и Обри Труафонтенский (лат. Albricus Triumfontium, или Albericus de Tribus Fontibus, фр. Aubri (Aubry) de Trois-Fontaines, или Albèric de Trois-Fontaines; ум. после 25 января 1252) — средневековый французский хронист, монах-цистерцианец из аббатства Труа-Фонтен в епископстве Шалон-сюр-Марн (совр. департамент Марна). Автор «Хроники», описывающей события от Сотворения Мира до 1241 года.

## Жизнь и труды
Вероятно, был выходцем из знатной семьи г. Льежа и получил неплохое образование. Не позже 1230 года стал монахом в цистерцианском аббатстве Труа-Фонтен в Шампани.
Является автором хроники, начатой в 1232 году и оконченной не ранее 1251 года, которым датируют использованное им сочинение Жиля из Орваля (фр. Giles of Orval) «Деяния Льежских епископов» (лат. Gesta episcoporum Leodiensium). В качестве источников использовал также «Анналы» Флодоарда (сер. X в.), «Всемирную хронику» Сигиберта из Жамблу (нач. XII в.), хронику Элинанда из Фруамона (фр. Hélinand de Froidmont, ум. 1229), «Хронографию» Ги де Базоша, каноника из Шалон-сюр-Марна, «Historia Miscella» Ландульфа Сагакса (XI в.), хроники Гуго Сен-Викторского и Оттона Фрейзингенского (XII в.), а также устные предания об Артуре, крестовых походах и произведения в жанре «Chanson de geste».
Хроника Альберика из Труа-Фонтен излагает события с сотворения мира и содержит оригинальные свидетельства начиная с 674 года, под которым описывается передача мощей Св. Бенедикта Нурсийского из монастыря Монтекассино (Италия) в аббатство Флёри на Луаре. Она внезапно заканчивается описанием передачи мощей Жака де Витри (ум. 1240) в Уаньи (фр. Oignies) в 1241 году. Несмотря на очевидное внимание Альберика к хронологии, его исторический труд представляет собой компиляцию из сочинений предшественников, в том числе позже утраченных, обширные выдержки из которых лишь изредка прерываются авторскими комментариями, преимущественно касающимися христианских легенд и чудес.
Хроника Альберика из Труа-Фонтен была продолжена монахом Маврикием из аббатства Нефмонстье близ Юи (совр. бельгийская провинция Льеж) и сохранилась лишь в двух рукописях, одна из которых находится в Библиотеке Лейбница в Ганновере (MS XIII 748), а другая — в Национальной библиотеке Франции в Париже (MS lat 4896 А). Впервые она была опубликована в 1700 году в Ганновере Готфридом Вильгельмом Лейбницем в его «Accessiones historicae», и в 1874 году там же переиздана в 23 томе «Monumenta Germaniae Historica» историком Паулем Шеффер-Бойхорстом.
На протяжении долгого времени авторство Альберика в отношении хроники подвергалось сомнению и окончательно установлено было лишь в 1851 году немецким историком-архивистом Францем Фридрихом Рогером Вильмансом.

## Издания «Хроники»
- Chronica Albrici monachi Trium Fontium, hrsg. von Paulus Scheffer-Boichorst // Monumenta Germaniae Historica, SS. — Tomus XXIII. — Hannover, 1846. — pp. 631–950.
- Alberic of Trois Fontanes. Chronicle // Contemporary sources for the fourth crusade. Ed. by Alfred J. Andrea. — Leiden-Boston-Koeln: Brill, 2000.